# St Kilda Football Club
 (août 2012).
Si vous disposez d'ouvrages ou d'articles de référence ou si vous connaissez des sites web de qualité traitant du thème abordé ici, merci de compléter l'article en donnant les références utiles à sa vérifiabilité et en les liant à la section « Notes et références ».
Dernière mise à jour : 8 mai 2010.
Le St Kilda Football Club, surnommé « Saints », est un club de football australien évoluant dans l'Australian Football League (AFL) et basé à Melbourne dans l'État de Victoria. Le club a remporté l'AFL en 1966.
Créé en 1873, le club doit son nom à une banlieue de Melbourne : St Kilda. Il fait partie des clubs fondateurs de la Victorian Football League (championnat précédant l'AFL) en 1897.

## Palmarès
- Champion AFL (1) : 1966.

## Histoire

### De sa création aux années 1950
Le St Kilda Football Club est fondé le 2 avril 1873 comprenant de nombreux éléments issus du club de « South Yarra Football Club » disparu un an plus tôt. Les couleurs du club, nom et terrains sont issus du club de « Prahran Football Club » ainsi que d'autres joueurs. St Kilda compte une équipe senior en « Victorian Football Association » de 1877 à 1879, de 1881 à 1882 et de 1886 à 1896. En 1897, le club rejoint la « Victorian Football League », nouvelle compétition créée qui prend le nom d'Australian Football League dans les années 1990.
St Kilda est l'un des huit clubs qui inaugure la première édition de la Victorian Football League en 1897. Il fait ses débuts contre Collingwood le 8 mai 1897 qu'il perd 16-41. Le club évolue alors sur la pelouse du « Junction Oval » situé dans la banlieue de St Kilda. Les premières années du club sont difficiles sur le plan sportif.
En 1907, le club aligne sept victoires d'entrée de saison lui permettant de disputer pour la première fois les phases finales. Il est battu par Carlton en demi-finale. Il réédite la même performance la saison 1908 pour le même résultat.
En 1913, St Kilda atteint pour la première fois de son histoire la finale de la Vcitorian Football League (VLF) mais est battu par le Fitzroy. Elle avait battu en demi-finale le South Melbourne.
En raison de la Première Guerre mondiale, le club ne prend pas part au championnat en 1916 et 1917. Il reprend sa place en 1918 et se qualifie directement en phase finale mais ne passe pas les demi-finales, battue par Collingwood.
Les résultats du club déclinent au début des années 1920, finissant dernier en 1920 et 1924 mais retrouve les premières places à partir de 1925 avec Colin Watson dans ses rangs (désigné meilleur joueur de la saison 1925) et participe à la phase finale en 1929, battu en demi par Carlton.
Dans es années 1930, le club se bagarre chaque saison pour atteindre l'une des quatre places qualificatives pour la phase finale. Il s'y qualifie en 1939, remporte le premier tour contre Richmond mais s'incline en demi par Collingwood.
Les années 1940 et 1950 sont mauvaises sur le plan sportif, le club terminer dernier à de multiples reprises (1945, 1947, 1948, 1952, 1954 et 1955).

### Après les années 1950
St Kilda atteindra la finale en 1965 mais est battu par Essendon 105 à 70. En 1966, St Kilda remporte son unique titre de champion en battant Collingwood 74 à 73 devant 101 655 spectateurs. St Kilda perdra quatre autres finales en 1971 battu par Hawthorn 82 à 75, en 1997 battu par Adelaide 125 à 94, en 2009 battu par Geelong 80 à 68 et en 2010 battu par Collingwood 108 à 52 après un match nul 82 à 82.

## Chanson du club
La chanson du club est chantée sur l'air de When the Saints Go Marching In.
| Original anglaise | Traduction française |
| --- | --- |
| Oh, when the Saints, Go marching in, Oh, when the Saints go marching in, Oh, how I want to be with St Kilda. When the Saints go marching in! Oh, when the Saints, (Oh, when the Saints) Go marching in, (Go marching in!) Oh, when the Saints go marching in, Oh, how I want to be with St Kilda. When the Saints go marching in! | Ô quand les saints Marchent dans Ô quand les saints marchent dans Ô je vraiment veux être à St Kilda Quand les saints marchent dans! Ô quand les saints (Ô quand les saints) Marchent dans (Marchent dans) Ô quand les saints marchent dans Ô je vraiment veux être à St Kilda Quand les Saints marchent dans! |